# 4291 Kodaihasu
4291 Kodaihasu eller 1989 VH är en asteroid i huvudbältet som upptäcktes den 2 november 1989 av de båda japanska astronomerna Masaru Arai och Hiroshi Mori vid Yorii-observatoriet i Japan. Den är uppkallad efter det japanska ordet för Antik lotus.
Asteroiden har en diameter på ungefär 18 kilometer.